# Margitta Droese-Pufe
Margitta Droese-Pufe (Gera, Turingia, Alemania, 10 de septiembre de 1952) es una atleta alemana retirada, especializada en la prueba de lanzamiento de peso en la que, compitiendo con la República Democrática Alemana, llegó a ser campeona olímpica en 1980.

## Carrera deportiva
En los JJ. OO. de Moscú 1980 ganó la medalla de bronce en el lanzamiento de peso, llegando hasta 21.20 metros, quedando tras su compatriota Ilona Schoknecht-Slupianek que con 22.41 metros batió el récord olímpico, y la soviética Svetlana Krachevskaia (plata).